# Віслова Ніна Геннадіївна
Ніна Геннадіївна Віслова  (рос. Нина Геннадьевна Вислова, 4 жовтня 1986) — російська бадмінтоністка, олімпійська медалістка.

## Виступи на Олімпіадах
| Олімпіада   | Дисципліна    | Місце |
| ----------- | ------------- | ----- |
| Лондон 2012 | парний розряд | 3     |